# Federico Maciñeira

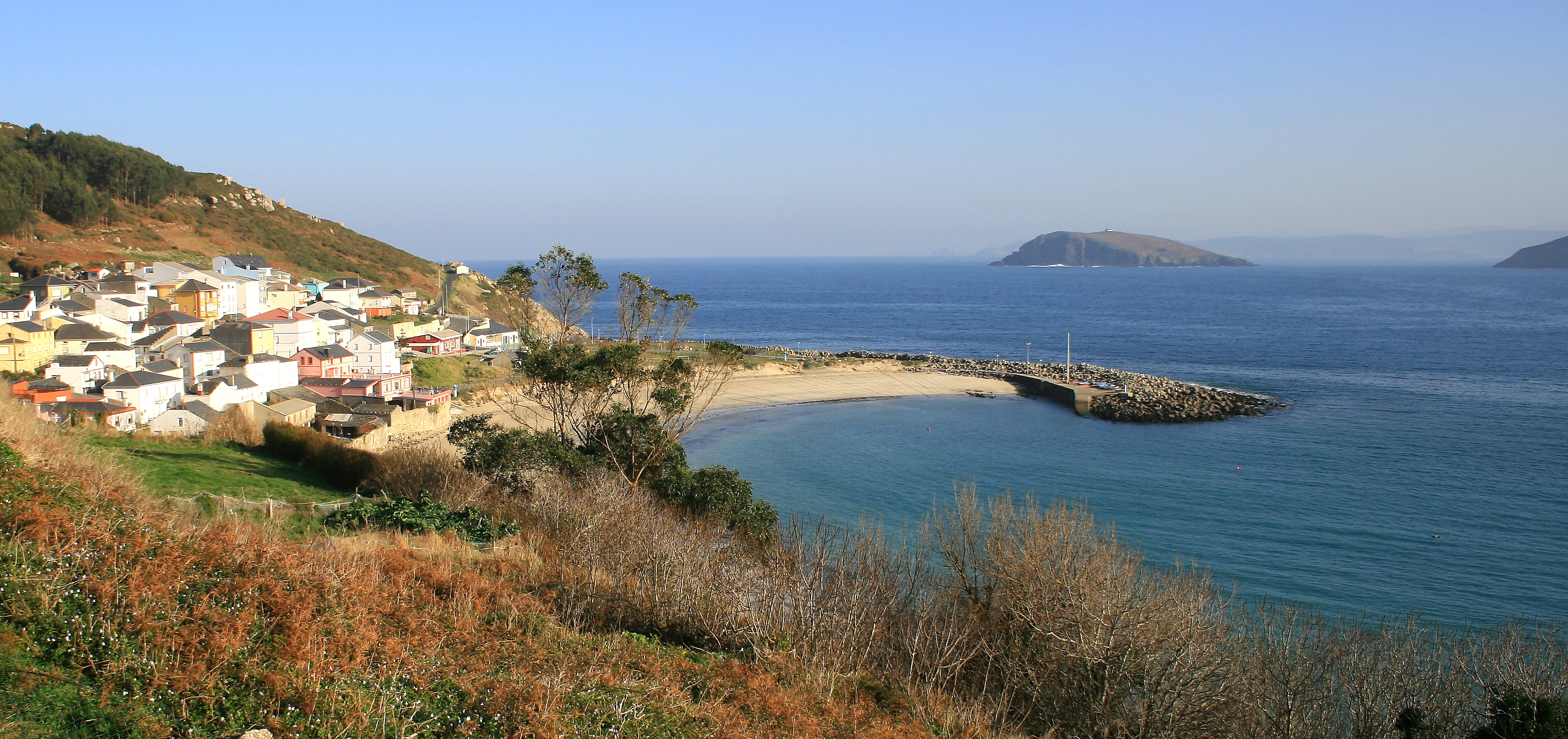
Porto de Bares, com o molhe pré-histórico. Maciñeira fez escavações neste porto

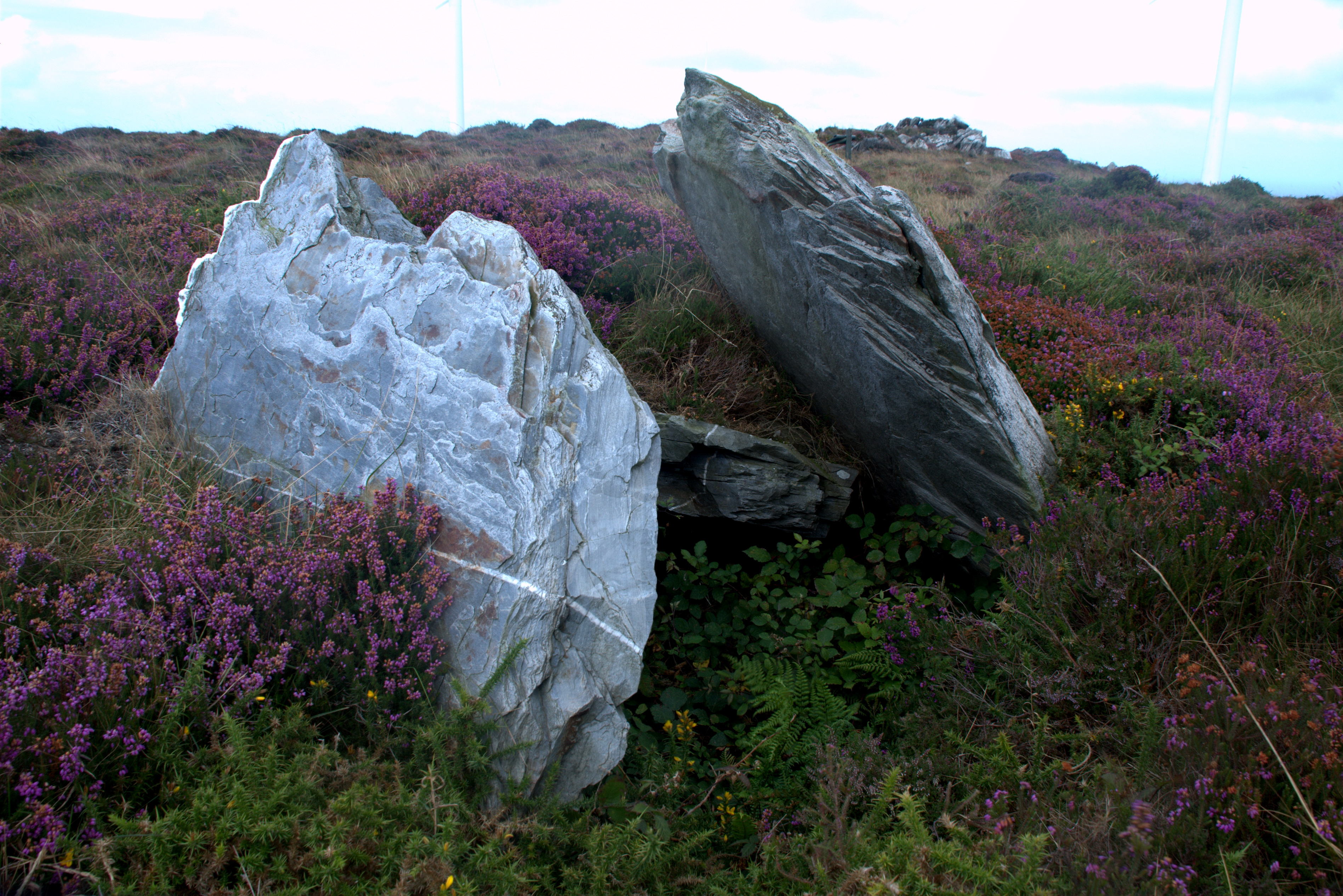
Mamoa em Pena Branca, em Maañón, uma das várias centenas catalogadas por Maciñeira

D. Federico Guillermo  Maciñeira e Pardo de Lama (Mañón, Galiza, 3 de Setembro de 1870 - Ortigueira, Galiza, 25 de Janeiro de 1943) foi arqueólogo e Membro Numerário da Real Academia Española de la Historia; foi um dos historiadores espanhóis com mais projeção no primeiro terço do século XX.
Embora a figura e a obra científica deste historiador galego fossem condenadas ao esquecimento por razões políticas, suas descobertas foram importantes para a reconstrução da História Antiga da Península Ibérica.

## Pesquisa arqueológica
Desde a perspectiva arqueológica, os seus trabalhos mais destacáveis foram o estudo das mamoas da comarca do Ortegal, dos castros desta mesma área, e suas escavações arqueológicas em Bares, província da Corunha, que constituem umas das primeiras intervenções arqueológicas com caráter cientista feitas na Galiza. A publicação destes trabalhos em publicações tanto em Galiza, como na Península Ibérica tornaram-no no arqueólogo galego mais destacado da sua época, bem como o mais reconhecido em círculos internacionais.
Federico Maciñeira investigou o porto proto-histórico de Bares (Mañón, Galiza, Espanha). Além disso, descobriu mais de cem mamoas (enterramentos megalíticos) que se dispõem na via que vai d'As Pontes de García Rodríguez e segue pelas serras de Faladoira e Coriscada.
Em 1895, Maciñeira alude à existência do conjunto megalítico, em forma de círculo lítico da Mourela . Este conjunto megalítico sofrera uma grave destruição em 1902 com o desmantelamento das pedras fincadas dos círculos líticos, a fim de serem usadas no macadame do caminho que conduz à Fonte das Boliqueiras.

## Cargos
Além de membro da Real Academia da História, Federico Maciñeira teve no seu tempo um importante reconhecimento pelos seus trabalhos, sendo nomeado:
- Membro Numerário da Sociedad Española de Historia Natural.
- Membro Numerário Fundador da Real Academia Galega.
- Membro Numerário da Sociedade de Antropologia.
- Sócio Colaborador do Seminário de Estudos Galegos.
- Sócio de Mérito da Sociedade Arqueolóxica de Pontevedra.
- Membro Numerário da Asociación Artístico-Arqueológica de Barcelona.
- Membro do Instituto Histórico do Minho (Portugal).
- Cronista Oficial do Concelho de Ortigueira.

Antes da Guerra Civil Espanhola, também ostentou variados cargos políticos:
- Prefeito de Ortigueira (Galiza).
- Deputado Provincial da Corunha.
- Chefe Superior da Administração Civil.

## Obra
- Bares. Puerto Hispánico de la Primitiva Navegación Occidental, CSIC-Instituto Padre Sarmiento de Estudios Gallegos. Santiago de Compostela, 1947 (ed. fac-símile ISBN 688-0796-6).